# Hilfe, die Verwandten kommen
Hilfe, die Verwandten kommen ist eine deutsche Verwechslungskomödie von Franz Josef Gottlieb aus dem Jahr 1971.

## Handlung
Student Helmut erhält überraschend Besuch von seiner schrill-schrulligen Tante und deren Tochter Renate – die Tante glaubt, Renate und Helmut seien ein Paar, doch ist Helmut in Wirklichkeit mit Ingrid verlobt. Da sich Tante und Cousine heimlich über Nacht bei Helmut einquartieren, setzt die genervte Vermieterin alle drei vor die Tür. Helmut, der neben dem Studium im Supermarkt arbeitet, lernt dort die Vermieterin Frau Schwalbe kennen, die einen Mieter für eine große Einliegerwohnung im Grünen sucht. Da die neuen Mieter verheiratet sein sollen und Helmut genug vom Wohnen in der heruntergekommenen Wohnung seines überdrehten Freundes Peter hat, heiraten Helmut und Ingrid kurzerhand und ziehen in die unmöblierte, aber große Wohnung.
Das Paar braucht Möbel, hat jedoch kein Geld. Zwar steht Helmut ein Teil des Gewinns der Spielzeugfabrik seines Onkels Herbert zu, doch erst, wenn er verheiratet ist. Das wiederum kann das Paar Herbert nicht sagen, da dessen Frau immer noch an eine Beziehung von Helmut und Renate glaubt. Peter will helfen und schickt an Helmuts Onkel Herbert Bussard sowie an Ingrids verfeindete Onkel Theo und Beppo in Helmuts bzw. Ingrids Namen heimlich ein vermeintlich unverfängliches Telegramm – „Superwohnung im Grünen wartet sehnsüchtig auf Möbel“. Onkel Theo, der gerade auf Wohnungssuche ist, denkt, Ingrid habe eine Wohnung für ihn gefunden, und reist mitsamt allen seinen Möbeln an und quartiert sich in der Wohnung ein. Durch eine Verwechslung glaubt er, Ingrid und Peter seien ein Paar. Helmut wiederum glaubt zunächst, Ingrid würde ihn mit Theo betrügen, und später, dass Ingrid nun wirklich mit Peter zusammen sei. Weitere Verwandte erscheinen: Oberförster Onkel Beppo wusste nicht, was „super“ heißt, und reist mit seinen drei Dackeln an, weil er Ingrid in Schwierigkeiten glaubt. Als er auf seinen verfeindeten Bruder Theo trifft, kommt es zu Auseinandersetzungen. Und auch die Familie Bussard erscheint, wobei sich Renate in Peter verliebt und ihre Mutter dennoch meint, sie sei mit Helmut zusammen.
Nach großem Chaos, das durch Bübchen, den Enkel von Frau Schwalbe, noch verstärkt wird, klärt sich alles auf. Ingrid und Helmut versöhnen sich und verbringen ihre Flitterwochen im Forsthaus von Onkel Beppo. Da die Verwandten sich nun gut verstehen, kommen sie auch dort zu Besuch. Selbst als das Paar am Ende in den tiefsten Schnee auf einen Berg flüchtet, können sie sich nicht vor ihren anhänglichen Verwandten retten.

## Produktion
Die Uraufführung von Hilfe, die Verwandten kommen war am 15. Juli 1971 im Gloria Palast München.

## Kritik
Das Lexikon des internationalen Films bezeichnete Hilfe, die Verwandten kommen als „humorlose Verwechslungsgeschichte nach deutschem Klamaukschema“.